# Yodización
La yod (del nombre de la letra ⟨י⟩ del alfabeto hebreo: יוֹד, transl. yōd) es un término lingüístico utilizado para la consonante aproximante palatal. En la fonología del español, las yods se suelen analizar diferentemente según su posición en la sílaba: se analiza como semiconsonante cuando aparece en diptongo creciente, y se analiza como semivocal cuando aparece en diptongo decreciente.[cita requerida] Se utiliza especialmente en lingüística histórica en los casos en el que este fonema influye en la evolución de los sonidos contiguos (en contacto), por ejemplo, en la transformación del latín vulgar en diversas lenguas románicas a causa de la falta de fonemas consonantes palatales en su sistema fónico.
En el español la «i» de viene tiene valor de yod semiconsonántica, y que la «i» de peine tiene valor de yod semivocálica, mientras que la «i» de hierba tiene valor de yod consonántica.

## Clases de yod en la fonética diacrónica del español
- Yod primera: /tj/, /kj/ > /θ/.
  - Ausencia de inflexión vocálica.[3]
  - Ejemplos: Lutea > loza, fortia > fuerza, pettia > pieza, malitia > maleza, minācia > amenaza (con presencia de «a-» como prótesis), circu > cerco.
- Yod segunda:
  - 1. /lj/, /t'l/, /k'l/, /g'l/ > /x/:
    - Inflexiona /ɔ/ impidiendo su diptongación en /we/.
    - Ejemplos: Folia > hoja, cilia > ceja, mulier > mujer, fīliu > hijo, palea > paja, vet(u)lu > viejo, cusc(u)liu > coscojo, oc(u)lu > ojo.

  - 2. /nj/, /gn/, /ngj/ > /ɲ/.
    - Inflexiona /ɛ/, y vacila en /e/, /o/.[4]
    - Ejemplos: Somniu > sueño, ingeniu > engaño, cunea > cuña, arānea > araña, montanea > montaña, ligna > leña, signale > señal.
- Yod tercera:
  - 1. /dj/, /gj/ > /j/. 
    - Inflexiona /ɛ/, /ɔ/, y vacila en /o/.
    - Ejemplos: Podiu > poyo, fastidiu > hastío, pulegiu > poleo, fugio > huyo, plagia > playa, exagiu > ensayo.

  - 2. /mj/, /bj/.
    - Inflexiona /ɛ/, /ɔ/, /e/, /o/.
    - Ejemplos: Vindēmia > vendimia, fovea > hoya, nerviu > nervio, rubeu > royo, labiu > labio, tibiu > tibio.
- Yod cuarta:
  - 1. Por vocalización de implosiva: /kt/, /lt/ > [i̯t] (> /t̠͡ʃ/), «x» /ks/ > [i̯s] (> /x/). 
    - Inflexiona /a/, /ɛ/, /ɔ/, /o/.
    - Ejemplos: Fāctu > hecho, lacte > leche, lectu > lecho, strictu > estrecho, tractu > trecho, octo > ocho, nocte > noche, tructa > trucha, pectu > pecho, multu > mucho, axe > eje, exemplu > ejemplo, exercitu > ejército.

  - 2. Por metátesis: /pj/, /rj/, /sj/.
    - Inflexiona /a/, /ɛ/, /ɔ/, /e/, /o/.
    - Ejemplos: Māteria > madera, rīpāria > ribera, coriu > cuero, auguriu > agüero, cēreu > cirio, basiu > beso.

  - 3. Por síncopa: /b/, /d/, /g/.
    - Inflexiona /a/, /ɛ/, /ɔ/, /e/, /o/.
    - Ejemplos: Probā(v)ī > probé, niti(d)u > nidio, gre(g)e > grey, colli(g)o > cojo, cō(g)itat > cuida.[5]

## Yotacización
Yotacización o yotización es el fenómeno de convertirse en yod un sonido consonante; por ejemplo, la «c» de «lacte» en la «i» de «laite».